# 坂井希久子
坂井 希久子（さかい きくこ、1977年9月19日 - ）は、日本の小説家、官能小説家、エッセイスト。和歌山県和歌山市出身。同志社女子大学学芸学部日本語日本文学科卒業。

## プロフィール
和歌山県立桐蔭高等学校、同志社女子大学学芸学部日本語日本文学科卒業。卒業後は会社員になるが、プロの作家を志し退職して上京。2005年に森村誠一が名誉顧問を務める小説家入門 山村正夫記念小説講座に参加。2007年度末に「想い出ひらり」が山村教室年間最優秀賞を受賞し、2008年8月号小説宝石（光文社）に掲載された。2008年9月、「男と女の腹の蟲」（「虫のいどころ」に改題）で第88回オール讀物新人賞を受賞。受賞時に現役SM嬢であることが話題になった。

## 受賞歴
- 2008年 第88回オール讀物新人賞（「男と女の腹の蟲（むし）」[注 1]）
- 2017年 第1回髙田郁賞、第6回歴史時代作家クラブ賞（新人賞）（『ほかほか蕗ご飯 居酒屋ぜんや』）

## 著書

### 単行本
- 『レストルーム』（サイバーノベルズ、2005年）
- 『コイカツ—恋活　Love hunting』（文藝春秋、2009年）改題「こじれたふたり」文庫
- 『羊くんと踊れば』（文藝春秋、2011年）
- 『泣いたらアカンで通天閣』（祥伝社、2012年 / 祥伝社文庫 2015年7月）
- 『迷子の大人』（実業之日本社、2012年）改題「恋するあずさ号」文庫
- 『ヒーローインタビュー』（角川春樹事務所、2013年）
- 『ただいまが、聞こえない』（KADOKAWA、2014年）改題「ただいまが、聞きたくて」文庫
- 『虹猫喫茶店』(祥伝社、2015年 / 祥伝社文庫 2018年5月)
- 『ウィメンズマラソン』（角川春樹事務所、2015年）
- 『ハーレーじじいの背中』（双葉社、2016年 / 双葉文庫 2019年1月）
- 『17歳のうた』（文藝春秋、2016年）
- 『若旦那のひざまくら』(双葉社、2018年5月 / 双葉文庫、2021年11月)
- 『愛と追憶の泥濘』(幻冬舎、2019年7月 / 幻冬舎文庫 2022年2月)
- 『妻の終活』(祥伝社、2019年9月 / 祥伝社文庫 2022年10月)
- 『花は散っても』(中央公論新社、2021年1月)
- 『小説品川心中』（二見書房、2021年3月）、柳家喬太郎監修
- 『雨の日は、一回休み』(PHP研究所、2021年6月)
- 『たそがれ大食堂』（双葉社、2021年9月）
- 『セクシャル・ルールズ』（PHP研究所、2023年3月)
- 『華ざかりの三重奏』（双葉社、2023年4月）
- 『赤羽せんべろ まねき猫』(中央公論新社、2024年10月)

### 文庫
- 『崖っぷちの鞠子』（光文社文庫、2012年10月）
- 『秘めやかな蜜の味』（実業之日本社文庫、2013年）
- 『こじれたふたり』（文春文庫、2013年）「コイカツ—恋活　Love hunting」改題
- 『恋するあずさ号』（実業之日本社文庫、2015年）「迷子の大人」改題
- 『泣いたらアカンで通天閣』（祥伝社文庫、2015年）
- 『ヒーローインタビュー』（ハルキ文庫、2015年）
- 『ウィメンズマラソン』（ハルキ文庫、2016年）
- 『ほかほか蕗ご飯　居酒屋ぜんや』(ハルキ文庫、2016年6月)
- 『ふんわり穴子天　居酒屋ぜんや』(ハルキ文庫、2017年1月)
- 『ただいまが、聞きたくて』(角川文庫、2017年3月)「ただいまが、聞こえない」改題
- 『リリスの娘』(光文社文庫、2017年6月)
- 『ころころ手鞠ずし 居酒屋ぜんや』(ハルキ文庫、2017年9月)
- 『さくさくかるめいら 居酒屋ぜんや』(ハルキ文庫、2018年2月)
- 『つるつる鮎そうめん 居酒屋ぜんや』(ハルキ文庫、2018年9月)
- 『あったかけんちん汁 居酒屋ぜんや』(ハルキ文庫、2019年2月)
- 『ふうふうつみれ鍋 居酒屋ぜんや』(ハルキ文庫、2019年9月)
- 『とろとろ卵がゆ 居酒屋ぜんや』(ハルキ文庫、2020年3月)
- 『ほろほろおぼろ豆腐 居酒屋ぜんや』(ハルキ文庫、2020年9月)
- 『さらさら鰹茶漬け 居酒屋ぜんや』(ハルキ文庫、2021年3月)
- 『色にいでにけり 江戸彩り見立て帖』(文春文庫、2021年6月)
- 『すみれ飴 花暦 居酒屋ぜんや』(ハルキ文庫 2021年10月)
- 『何年、生きても』(中公文庫、2023年9月)「花は散っても」改題

### アンソロジー
- 『女ともだち』（文春文庫、2018年3月）
- 『なさけ <人情>時代小説傑作選』（PHP文芸文庫、2018年3月）
- 『まんぷく 〈料理〉時代小説傑作選』（PHP文芸文庫、2020年1月）
- 『注文の多い料理小説集』（文春文庫、2020年4月）
- 『朝日文庫時代小説アンソロジー 江戸旨いもの尽くし』（朝日文庫、2020年10月）
- 『ほろよい読書』(双葉文庫、2021年8月)  織守きょうや、額賀澪、原田ひ香、柚木麻子との共著。
- 『朝日文庫時代小説アンソロジー 『家族』」（朝日文庫、2022年10月）